# Campeonato de Fórmula Truck de 1999
O Campeonato de Fórmula Truck de 1999 foi a 4ª temporada de Fórmula Truck, realizada pela Confederação Brasileira de Automobilismo.
O campeão foi o piloto gaúcho Jorge Fleck, com um caminhão Volvo. O título foi conquistado na oitava e última etapa, em Cascavel. Renato Martins foi vice-campeão pelo terceiro ano seguido.

## Classificação
| Pos    | Piloto                     | Marca | Pontos |
| ------ | -------------------------- | ----- | ------ |
| 1      | Jorge Fleck                | Volvo | 189    |
| 2      | Renato Martins             |       | 162    |
| 3      | Oswaldo Drugovich Júnior   |       | 147    |
| 4      | Thiago Grison              |       | 107    |
| 5      | Vignaldo Fizio             |       | 96     |
| 6      | Fred Marinelli             |       | 67     |
| 7      | Sérgio Drugovich           |       | 53     |
| 8      | Wellington Cirino          | Volvo | 49,5   |
| 9      | Beto Napolitano            |       | 47     |
| 10     | Luiz Carlos Lanzoni        |       | 31     |
| 11     | Djalma Fogaça              | Ford  | 28     |
| 12     | Diumar Bueno               |       | 27     |
| —      | Adalberto Jardim           |       | 27     |
| 14     | Sidney Alves               |       | 25     |
| 15     | Gilberto Hidalgo           |       | 18     |
| 16     | Fabiano Brito              |       | 15,5   |
| 17     | Pedro Alves                |       | 12     |
| 18     | José Cangueiro             |       | 10,5   |
| 19     | Heber Borlenghi            |       | 10     |
| —      | Eduardo "Macarrão" Fráguas |       | 10     |
| 21     | Beto Monteiro              |       | 0      |
| Fonte: |                            |       |        |